# Onychoserica
Onychoserica är ett släkte av skalbaggar. Onychoserica ingår i familjen Melolonthidae.
Kladogram enligt Catalogue of Life:
| Onychoserica | \| \| Onychoserica brevifoliata \| \| \| \| \| \| Onychoserica citrina \| \| \| \| \| \| Onychoserica flabellata \| \| \| \| \| \| Onychoserica longifoliata \| \| \| \| \| \| Onychoserica quadrifoliata \| \| \| \| |
|              | \| \| Onychoserica brevifoliata \| \| \| \| \| \| Onychoserica citrina \| \| \| \| \| \| Onychoserica flabellata \| \| \| \| \| \| Onychoserica longifoliata \| \| \| \| \| \| Onychoserica quadrifoliata \| \| \| \| |
|              | Onychoserica brevifoliata |
|              | |
|              | Onychoserica citrina |
|              | |
|              | Onychoserica flabellata |
|              | |
|              | Onychoserica longifoliata |
|              | |
|              | Onychoserica quadrifoliata |
|              | |